# Liste von Zeitungen in den ehemaligen deutschen Gebieten
Diese Liste enthält Zeitungen und Zeitschriften, die in den ehemaligen Gebieten des Deutschen Reiches erschienen. Sie ist nach Regionen und Orten sortiert.

## Schlesien

### Niederschlesien
Niederschlesien gehörte von 1740 bis 1945 zu Preußen.
Breslau
- Schlesische Zeitung, 1742–1945, am längsten bestehende schlesische Zeitung
- Schlesische Provinzialblätter, 1785–1848
- Breslauer Zeitung, 1820–1937
- Breslauer Morgenzeitung, 1845– , 1908 19.000 Exemplare
- Schlesische Volkszeitung, 1868–1944, katholische Tageszeitung
- Breslauer General-Anzeiger, seit 1918   seit 1918 Breslauer Neueste Nachrichten, 1888–1944, zeitweise über 150.000 Exemplare, auflagenstärkste Zeitung im deutschen Osten
- Volkswacht für Schlesien, Posen und die Nachbargebiete, sozialdemokratische Tageszeitung, 1908 30.000 Exemplare

- Schlesische Arbeiter-Zeitung, 1919–1933
- Jüdisch-liberale Zeitung, seit 1934 Jüdische Allgemeine Zeitung, 1920–1936
- Jüdische Zeitung, 1932–1937

Glatz
- Gebirgsbote, 1848– , 1908 12.000 Exemplare
- Glatzer Zeitung, 1908 10.000 Exemplare

Glogau
- Der niederschlesische Anzeiger,

Grünberg
- Grünberger Wochenblatt, 1892–1945, seit 1871 Tageszeitung

### Oberschlesien
Oberschlesien gehörte von 1740 bis 1945 zu Preußen. 1922 fiel ein kleiner Teil an Polen, siehe: Ostoberschlesien
Gleiwitz
- Der oberschlesische Wanderer,  eine von 1828 bis 1945 erschienene deutschsprachige Zeitung, die 1828–1933 von Neumanns Stadtbuchdruckerei in Gleiwitz herausgebracht wurde

Kattowitz
- Kattowitzer Zeitung, 1869–1945, eine der beiden wichtigsten deutschen Zeitung in Oberschlesien nach 1920

Königshütte
- Der oberschlesische Kurier, 1906–1945, 1927 auflagenstärkste deutschsprachige Zeitung in Polen[2]

Oppeln
- Oppelner Nachrichten, 1895–1939

Rosenberg/Kreuzburg
- Volksbote für die Kreise Kreuzburg und Rosenberg, historische Zeitung vor 1945
- Rosenberger Zeitung, historische Zeitung vor 1945

## Pommern
Hinterpommern und der östliche Teil Vorpommerns gehörten bis 1945 zu Preußen
- Kolberger Zeitung, 1825–1945
- Kösliner Zeitung
- Kreisblatt, Labes
- Norddeutsche Presse, Neustettin
- Stargarder Zeitung
- Neues Pommersches Tageblatt, Stargard
- Ostsee-Zeitung, Stettin, 1835–1922
- Stettiner Zeitung
- General-Anzeiger für Stettin und die Provinz Pommern
- Stettiner Abendpost
- Stettiner Neueste Nachrichten
- Zeitung für Hinterpommern, Stolp

- Swinemünder Zeitung

## Ostbrandenburg
Die Neumark und ein kleiner östlicher Teil der Niederlausitz gehörten bis 1945 zu Brandenburg.
- Krossener Tageblatt
- Küstriner Zeitung Oderblatt
- Generalanzeiger für die gesamte Neumark, Landsberg/Warthe
- Sommerfelder Tageblatt
- Sorauer Tageblatt, Niederlausitz

## Ostpreußen

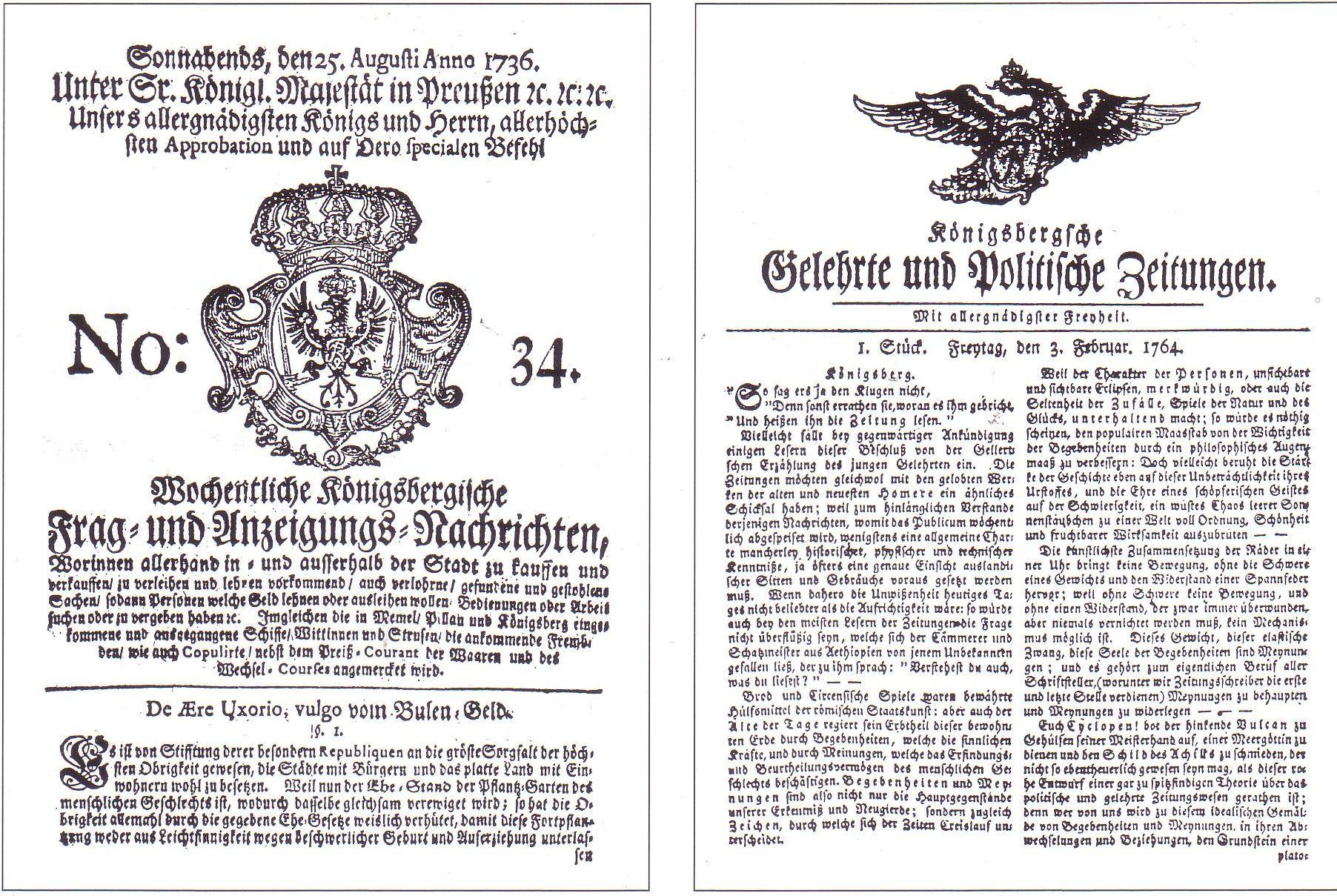
Königsberger Zeitungen, 18. Jahrhundert

Die wichtigsten ostpreußischen Tageszeitungen waren die Königsberger Hartungsche Zeitung, die Ostpreußische Zeitung und die Königsberger Allgemeine Zeitung, eine beliebte Wochenzeitung war das Memeler Dampfboot.
Allenstein
- Allensteiner Volksblatt, 1892–nach 1907
- Allensteiner Zeitung, 1841–1945

Braunsberg
- Ermländische Zeitung, 1871–1941

Gumbinnen
- Preußisch-Litauische Zeitung, 1811–nach 1907

Heilsberg
- Warmenia

Heydekrug
- Heydekruger Kreisblatt, 1908–1919

Insterburg
- Ostdeutsche Volkszeitung, 1860–1943
- Ostpreußisches Tageblatt, 1888–1945

Königsberg
- Königsberger Hartungsche Zeitung, 1660–1934, liberal
- Ostpreußische Zeitung, 1848–um 1933
- Königsberger Allgemeine Zeitung, 1875–1945
- Königsberger Volkszeitung, 1893–1933, sozialdemokratisch
- Königsberger Tageblatt, 1897–1944
- Königsberger Neueste Nachrichten, 1900–nach 1907
- Echo des Ostens, 1920–1933, kommunistisch

Memel
- Memelsches Wochenblatt, 1817–1848
- Memeler Dampfboot, 1849–1945
- Memeler Kreisblatt, 1852–1920
- Memeler Anzeiger, 1855–1864
- Memeler Zeitung, 1867–1922

Neidenburg
- Neidenburger Kreisblätter, 1892–1945

Ortelsburg
- Ortelsburger Zeitung, 1840–1944

Osterode
- Osteroder Zeitung, 1834–nach 1907

Rastenburg
- Rastenburger Zeitung

Tilsit
- Tilsiter Tageblatt, 1816–1879
- Tilsiter Zeitung, 1840–1937
- Tilsiter Allgemeine Zeitung, 1881–1945, wichtigste Tilsiter Zeitung
- Tilsiter Nachrichten, 1894–1912

## Westpreußen

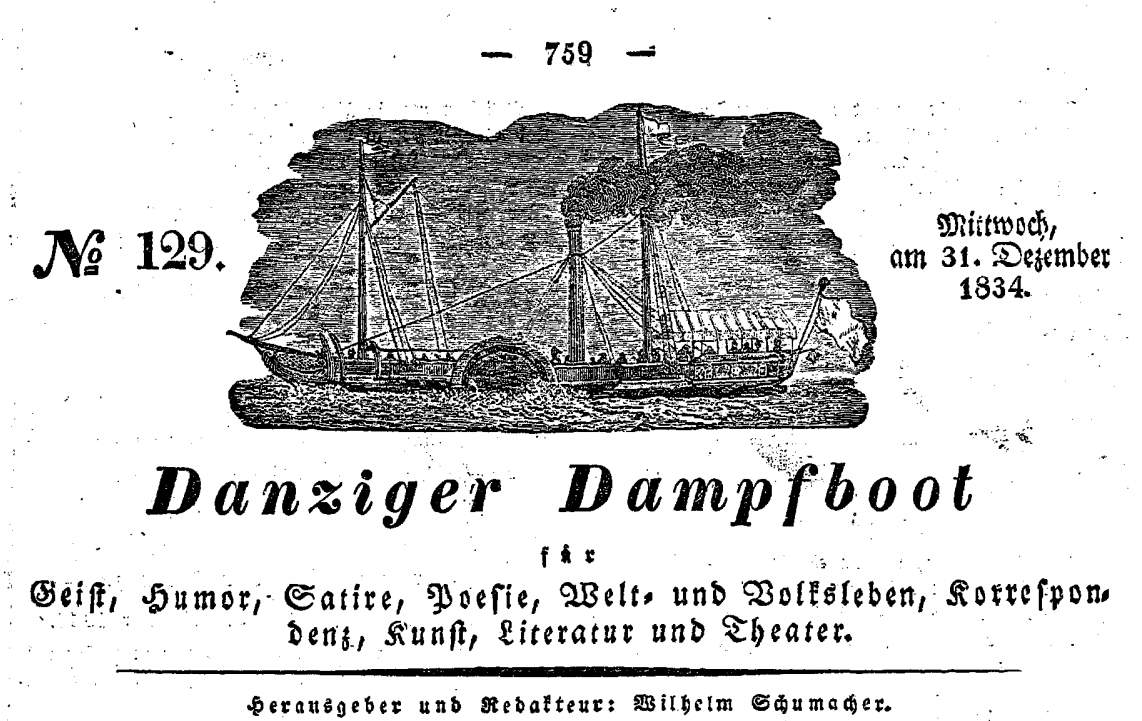
Danziger Dampfboot, 1834

Die Region Westpreußen gehörte von 1772/1793 bis 1919 zum Königreich Preußen, vorher und danach zu Polen.
- Briesener Zeitung, 1878–1937
- Culmer Bote, 1848–1938
- Culmseer Anzeiger, 1882–1921
- Danziger Zeitung, 1858–1930
- Westpreußisches Volksblatt, Danzig, 1873–1920
- Danziger Allgemeine Zeitung, 1878–1934
- Danziger Courier, 1882–1901
- Danziger Neueste Nachrichten, 1894–1944, 1908 auflagenstärkste Tageszeitung in Westpreußen

- Pommereller Tageblatt, dann Dirschauer Zeitung, 1850–1937
- Elbinger Zeitung
- Elbinger Neueste Nachrichten
- Der Gesellige, Graudenz, 1825–1945, verbreitete Tageszeitung

- Neue Konitzer Zeitung, 1881–1939
- Ohraer Zeitung, 1901
- Thorner Zeitung, 1867–1922
- Thorner Presse, dann Die Presse, 1883–1920

- Wandsburger Zeitung, 1911–1920
- Zoppoter Zeitung, 1894–?

## Provinz Posen
Die Provinz Posen (zuerst Provinz Südpreußen, dann Herzogtum Preußen) gehörte von 1793 bis 1919 zu Preußen, vorher und danach zu Polen. Die wichtigsten und auflagenstärksten Tageszeitungene erschienen in Posen und Bromberg
Bromberg
- Bromberger Tageblatt, 1876–1944
- Ostdeutsche Rundschau
- Ostdeutsche Presse

Gnesen
- Gnesener Zeitung
- Gnesener Generalanzeiger

Inowrazlaw, dann Hohensalza
- Kujawischer Bote, dann Inowroclawer Zeitung, dann Hohensalzaer Zeitung, 1874–1945

Krotoschin
- Krotoschiner Zeitung, 1922–1932

Lissa
- Lissaer Tagblatt, 1922–1934

Nakel
- Nakeler Zeitung, 1896–1928

Posen
- Posener Zeitung, 1794–1815, 1848–1919, wichtigste Tageszeitung der Provinz Posen
- Posener Tagblatt, 1862–1939
- Posener Neueste Nachrichten, 1899–1926

Rawitsch
- Rawiczer Zeitung

Schneidemühl
- Schneidemühler Zeitung

Schubin
- Schubiner Zeitung und Kreisblatt, 1850–1920

Wirsitz
- Wirsitzer Kreisblatt, 1845–1920

Zeitschriften
- Aus dem Posener Lande. Blätter für Heimatkunde, 1905–1919, wichtigste Kulturzeitschrift
- Jeschurun, Posen, 1901–1904, jüdische Zeitschrift
- Tygodnik literacki, Posen, 1838–1843, einzige polnische Literaturzeitschrift, wöchentlich

## Elsaß-Lothringen und Malmedy

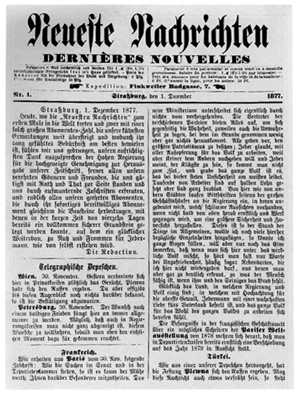
Straßburger Neueste Nachrichten, 1877

### Elsaß-Lothringen
Das Gebiet Elsaß-Lothringen gehörte von 1871 bis 1918 zum Deutschen Reich, vorher und nachher zu Frankreich. Die wichtigsten Zeitungen erschienen in Straßburg und Mülhausen.
Kolmar
- Elsässer Tagblatt, 1795–
- Elsässer Kurier, 1836–

Metz
- Metzer Zeitung, 1871–1918
- Lothringer Zeitung, 1871–1918
- La Gazette de Lorraine, 1871–1918
- Lothringer Volksstimme, 1902–

Mülhausen
- Neue Mülhauser Zeitung, 1870–1918
- Mülhauser Tagblatt, 1884–1944; 1908 24.000 Exemplare, zweitauflagenstärkste Zeitung in Elsass-Lothringen

- Mülhauser Volksblatt, 1892–1897, erste deutschsprachige katholische Tageszeitung im Elsass, wurde 1897 verboten
- Oberelsässische Landes-Zeitung, 1897–1918[7]
- Mülhauser Frauen-Zeitung, 1902–1944, wöchentlich

Straßburg
- Straßburger Zeitung und Amtliche Nachrichten für das General-Gouvernement Elsaß, 1870–1879
- Straßburger Neueste Nachrichten, 1877–2012, wichtigste Tageszeitung im Elsaß, seitdem französischsprachige Fortsetzung
- Straßburger Post, 1882–1918
- Der Elsässer, 1885–, 1908 15.000 Exemplare
- Straßburger Bürger-Zeitung, 1892–1918, 1908 19.000 Exemplare
- Freie Presse für Elsaß-Lothringen, 1898–1939/1964
- Der Elsässische Bote, 1899–
- Straßburger Zeitung, 1899–nach 1907
- Straßburger Neue Zeitung, 1909–1939

### Malmedy und Eupen
Der Kreis Malmedy und die Stadt Eupen kamen 1919 zu Ostbelgien.
- Eupener Zeitung, 1827–1944
- St. Vither Zeitung, 1866–1965

## Afrika
In Afrika gab es die größeren Kolonien Deutsch-Südwestafrika und Deutsch-Ostafrika sowie kleinere in Kamerun und Togo zwischen 1888 und 1914/1919. Dort wurden einige Zeitungen, Amtsblätter und weitere Periodika herausgegeben.

### Deutsch-Südwestafrika
Deutsch-Südwestafrika war die größte deutsche Kolonie, es bestand von 1888 bis 1915/1919 im heutigen Namibia.
- Windhoeker Anzeiger,  dann Deutsch-Südwestafrikanische Zeitung, 1898–1914, drei- bis fünfmal wöchentlich, wichtigste Zeitung in Deutsch-Südwestafrika
- Südwestbote, vorher Windhuker Nachrichten, 1903/1911–1915
- Lüderitzbuchter Zeitung, 1909–1937
- Südwest. Unabhängige Zeitung für die Interessen des gesamten Schutzgebiets, 1910–1915
- Amtsblatt für das Schutzgebiet Deutsch-Südwestafrika, Windhuk/Berlin, 1910–1914[9]
- Keetmanshooper Nachrichten, dann Keetmanshooper Zeitung, Bestes Insertionsorgan für den Süden des Schutzgebietes, 1911/1913–1914

### Deutsch-Ostafrika
Die Kolonie Deutsch-Ostafrika bestand ebenfalls von 1888 bis 1915/1919 im heutigen Tansania
- Deutsch-Ostafrikanische Zeitung, Publikationsorgan der Wirtschaftlichen Vereinigung von Daressalam und Hinterland, 1899–1916[10]
- Amtlicher Anzeiger für  Deutsch-Ostafrika, 1900–1914/1916
- Usambara-Post, Unabhängiges Organ für die wirtschaftlichen Interessen von Deutsch-Ostafrika und Küstenbote vom Norden, Tanga, 1902–1916
- Der Pflanzer, Zeitschrift für Land- und Forstwirtschaft in Deutsch-Ost-Afrika, 1905–1914
- Deutsch-Ostafrikanische Rundschau, 1908–1912, drei- bis fünfmal wöchentlich

### Kamerun und Togo
Weitere kleinere deutsche Kolonien befanden sich in Kamerun und Togo.
- Amtsblatt für das Schutzgebiet Togo, 1906–1914, mit Unterhaltsamer Beilage, 1910–1911[11]
- Amtsblatt für das Schutzgebiet Kamerun, 1908–1914[12]

- Kamerun-Post. Einziges und unabhängiges Organ für die wirtschaftlichen Interessen der Schutzgebiete Kamerun und Togo, 1912–1914, zweimal wöchentlich, einzige deutsche Zeitung in den beiden Gebieten

## Asien und Ozeanien
In China und in der Südsee gab es einige Verwaltungsgebiete, die zwischen 1886 und 1914/1918 unter deutscher Kontrolle standen, in denen auch einige Zeitungen und weitere Periodika herausgegeben wurden.

### Kiautschou

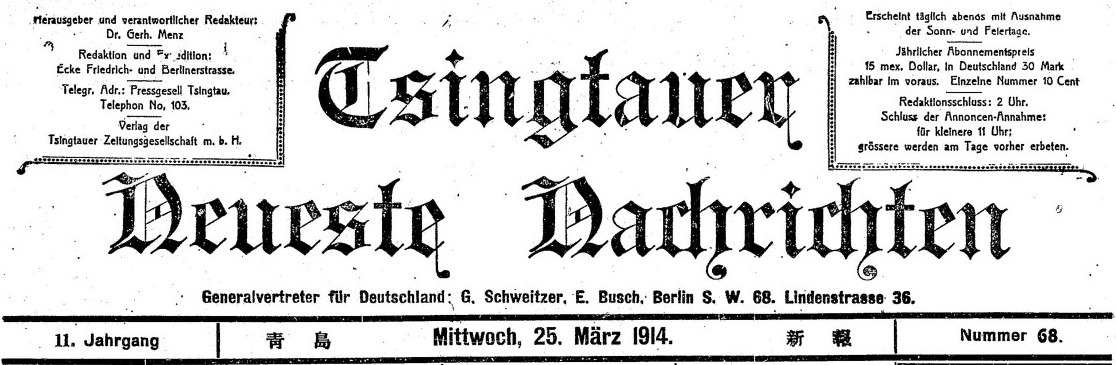
Tsingtauer Neueste Nachrichten, 1914

Das Gebiet Kiautschou im östlichen China wurde von 1886 bis 1918 vom Deutschen Reich verwaltet.
- Tsingtauer Neueste Nachrichten, 1904–1914
- Der Ostasiatische Lloyd.  Unabhängige Tageszeitung zur Förderung des Deutschtums im Fernen Osten, Shanghai, 1886–1941,  wurde auch in Tsingtao vertrieben
- Kiautschou-Post. Unpartaiisches Wochenblatt für die deutschen Interessen im Fernen Osten, Tsingtao, 1908–1912[13]
- Amtsblatt für das Schutzgebiet Kiautschou, 1900–1914[14]

### Samoa und Neuguinea
Die Kolonien Deutsch-Samoa und Deutsch-Neuguinea lagen in Ozeanien.
Neuguinea
- Amtsblatt für das Schutzgebiet Deutsch-Neuguinea, 1909–1914[15]

Samoa
- Samoanische Zeitung, Apia, 1901–1914, für die Kolonie Deutsch-Samoa
- Samoanisches Gouvernementsblatt, 1900–1914,  Beilage zu Samoanische Zeitung[16]

## Chronologisch
Es werden nur einige wenige Zeitungen aufgeführt.
- Wienerischer Zeitungs-Courir, Breslau, 1691–1702
- Nouvellen-Courier, Breslau, 1709–1717, 1712–1741
- Schlesische Zeitung, 1742–1945
- Posener Zeitung (1794–1815, 1848–1919)
- Breslauer Zeitung (1820–1937)
- Der Gesellige (1826–1945)
- Bromberger Wochenblatt (1845–1920)
- Culmer Bote (1848–1938)
- Pommereller Tageblatt (1850–1937)
- Schubiner Zeitung und Kreisblatt (1850–1920)
- Danziger Zeitung (1858–1930)
- Posener Tagblatt (1862–1939)
- Lodzer Zeitung (1863–1945)
- Thorner Zeitung (1867–1922)
- Kattowitzer Zeitung (1869–1945)
- Kujawischer Bote (1874–1945)
- Bromberger Tageblatt (1876–1944)
- Briesener Zeitung (1878–1937)
- Neue Konitzer Zeitung (1881–1939)
- Der Wanderer im Riesengebirge (1881–1943)
- Thorner Presse (1883–1920)
- Danziger Neueste Nachrichten (1894–1944)
- Posener Neueste Nachrichten (1899–1926)
- Neue Lodzer Zeitung (1902–1939)
- Der oberschlesische Kurier (1906–1945)

## Jüdische Zeitungen
(chronologisch sortiert)

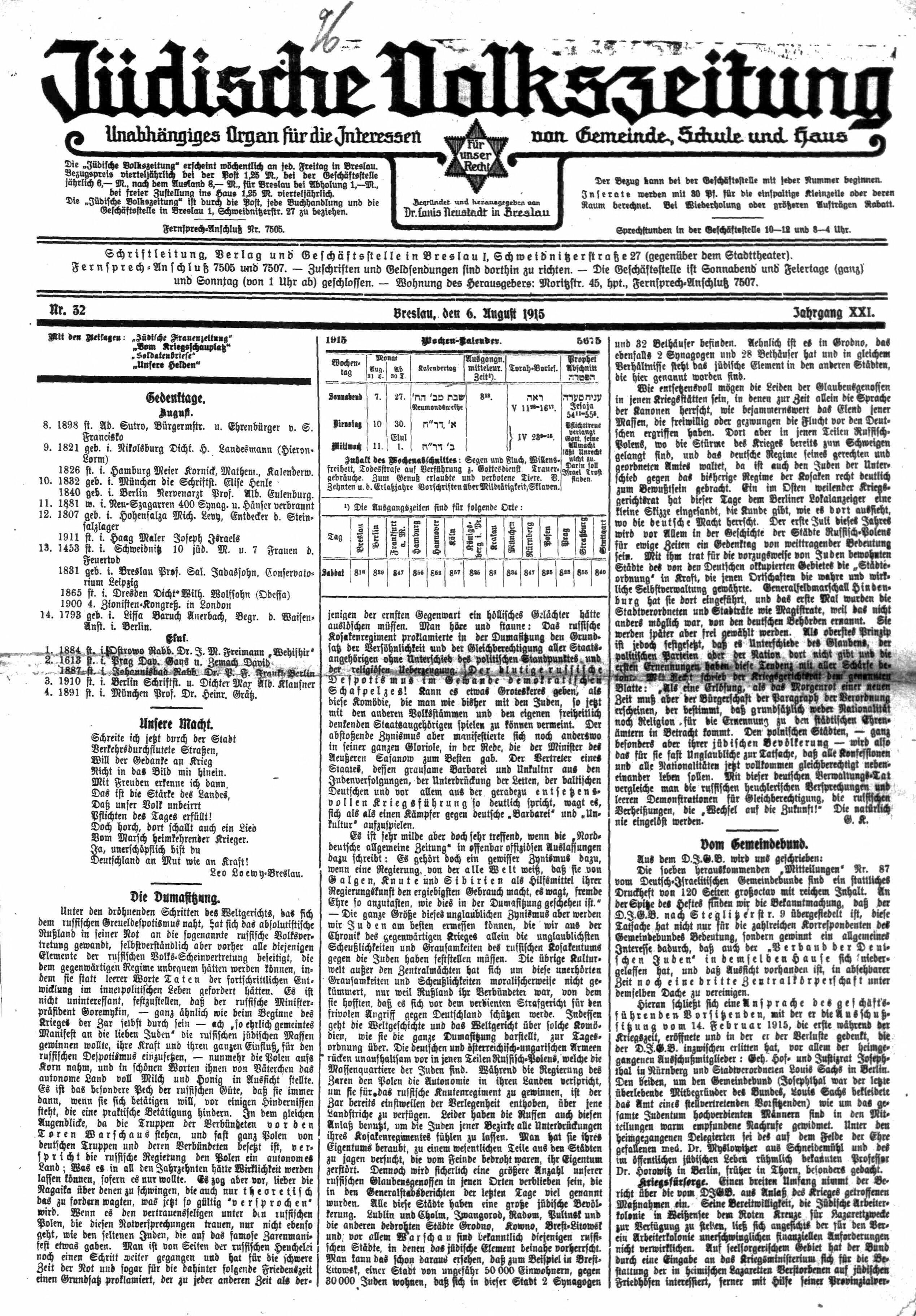
Jüdische Volkszeitung, 1915

- Jüdische Volkszeitung (bis 1913 Jüdisches Volksblatt; 1896–1923)
- Jeschurun, Posen (1901–1904)
- Straßburger Israelitische Wochenschrift, 1910–1914
- Breslauer Jüdisches Gemeindeblatt (1924–1937)
- Jüdische Zeitung für Ostdeutschland (1924–1931)
- Jüdische Zeitung, Breslau, (1932–1937)